# Mixa (mascota olímpica)
Mixa (rus: Миша), conegut també com a Mixka (rus: Мишка) o L'Olímpic Mixka (rus: Олимпийский Мишка), és una mascota olímpica, emblema dels Jocs Olímpics de 1980 a Moscou. Era un os dissenyat per Víktor Txijíkov imitant els ossos de peluix dels dibuixos animats. Va ser la primera mascota a assolir èxit comercial i popular; a partir d'aleshores els grans campionats esportius tenien la seva mascota i els productes derivats (com sèries per als infants o marxandatge).
Mixa és un nom afectuós en rus, abreviatura de Mikhaïl. Misha també és el nom d'un os en general en llengua col·loquial russa. El comitè organitzador dels Jocs Olímpics de Moscou va escollir aquest animal com a símbol, ja que hi són inherents qualitats tan característiques d'un atleta com la força, la perseverança i l'atreviment. D'altra banda, l'os és un animal emblema de Rússia i els anells olímpics que portava al cinturó recordaven la competició.